# Wereldkampioenschap voetbal 1994 (kwalificatie CONMEBOL)
9 teams hadden zich ingeschreven voor de kwalificatie van wereldkampioenschap voetbal 1994. Chili was uitgesloten door de FIFA door een incident bij de kwalificatie voor het WK 1990.
Vier landen plaatsten zich voor het WK, evenals in 1990. Brazilië, Argentinië en Colombia plaatsten zich opnieuw, Uruguay werd uitgeschakeld door Bolivia.

## Opzet
- Groep 1: 4 teams, de winnaar kwalificeert zich, de nummer 2 gaat naar de intercontinentale eindronde met een team van de OFC of CONCACAF
- Groep 2: 5 teams, de winnaar en nummer 2 kwalificeren zich.

## Gekwalificeerde landen
| FIFA-lid   | Confederatie | Kwalificatie                                       | Kwal. datum       | Aantal dln. (inclusief 1994) | Dln. op rij | Eerste dln. | Laatste dln. | Titels (exclusief 1994) | Beste prestatie |
| ---------- | ------------ | -------------------------------------------------- | ----------------- | ---------------------------- | ----------- | ----------- | ------------ | ----------------------- | --------------- |
| Colombia   | CONMEBOL     | Winnaar groep 1                                    | 5 september 1993  | 3                            | 2           | 1962        | 1990         | 0                       | Achtste finale  |
| Brazilië   | CONMEBOL     | Winnaar groep 2                                    | 19 september 1993 | 15                           | 15          | 1930        | 1990         | 3                       | Wereldkampioen  |
| Bolivia    | CONMEBOL     | Tweede groep 2                                     | 19 september 1993 | 3                            | 2           | 1930        | 1950         | 0                       | Groepsfase      |
| Argentinië | CONMEBOL     | Intercontinentale play-off (CONMEBOL–OFC–CONCACAF) | 17 november 1993  | 11                           | 6           | 1930        | 1990         | 2                       | Wereldkampioen  |

## Groepen en wedstrijden
Legenda

### Groep 1
In 1991 werd afscheid genomen van een tijdperk, in een wedstrijd tegen Juventus bleek, dat in het bloed van Diego Maradona sporen van cocaïne waren gevonden. AS Napoli was hun vedette kwijt, want de Italiaanse voetbalbond schorste de speler voor vijftien maanden en de FIFA nam het over. Na de schorsing speelde Maradona even voor FC Sevilla, maar ook dat werd geen succes vanwege ongedisiplinair gedrag. Maradona ging terug naar Argentinië, maar Alfio Basile maakte geen gebruik van hem.
Ondertussen won Argentinië tweemaal achter elkaar de Copa America met nieuwe spelers als topschutter Gabriel Batistuta en spelbepaler Fernando Redondo. Argentinië kon zware concurrentie verwachten van Colombia, de ploeg van de in Europa mislukte spelbepaler Carlos Valderrama leek sterker te worden door de doorbraak van de vaak geniale aanvaller Faustino Asprilla van AS Parma. De excentrieke doelman René Higuita deed niet mee, hij zat in de gevangenis vanwege aandeel in een kidnapping-zaak, waarbij ook de beruchte drugsbaron Pablo Escobar betrokken was.
Argentinië begon goed met uitoverwinningen tegen Peru en Paraguay, terwijl Colombia thuis gelijk speelde tegen Paraguay. Colombia nam de koppositie over door met 2-1 van Argentinië te winnen, maar de Argentijnen moesten al hun thuiswedstrijden nog spelen met een punt achterstand. Echt lekker liep het niet, met pijn en moeite werd het puntloze Peru verslagen en tegen Paraguay bleef het doelpuntloos. Argentinië had nog steeds een punt achterstand op Colombia en moest de kraker in eigen huis winnen.
Het werd een van de meest merkwaardige wedstrijden in de kwalificatie-reeks ooit, Colombia kwam vlak voor rust met 1-0 voor door Freddy Rincón en denderde in de tweede helft als een komeet over Argentinië heen: 0-5. Rincón maakte zijn tweede, Faustino Asprilla scoorde ook tweemaal en Adolfo Valencia scoorde de vijfde. De hele wereld was verbluft door het combinatie-voetbal van Valderrama en Pelé benoemde Colombia als titelfavoriet. Later waren er sterke aanwijzingen, dat de wedstrijd was omgekocht door de drugskartels in Colombia. Argentinië had geluk, dat Paraguay gelijk speelde tegen het toen nog puntloze Peru en kreeg een herkansing tegen Australië.
| Pos | Land       | Wed | Win | Gel | Ver | DV | DT | +/− | Pnt |
| --- | ---------- | --- | --- | --- | --- | -- | -- | --- | --- |
| 1.  | Colombia   | 6   | 4   | 2   | 0   | 13 | 2  | +11 | 10  |
| 2.  | Argentinië | 6   | 3   | 1   | 2   | 7  | 9  | –2  | 7   |
| 3.  | Paraguay   | 6   | 1   | 4   | 1   | 6  | 7  | –1  | 6   |
| 4.  | Peru       | 6   | 0   | 1   | 5   | 4  | 12 | –8  | 1   |

|                 |          |       |          | |
| 1 augustus 1993 | Colombia | 0 – 0 | Paraguay | Estadio Metropolitano Roberto Meléndez, Barranquilla Toeschouwers: 70.000 Scheidsrechter: Renato Marsiglia (BRA) |
| 1 augustus 1993 |          |       |          | Estadio Metropolitano Roberto Meléndez, Barranquilla Toeschouwers: 70.000 Scheidsrechter: Renato Marsiglia (BRA) |

|                 |      |               |            |                                                                                 |
| 1 augustus 1993 | Peru | 0 – 1         | Argentinië | Estadio Nacional, Lima Toeschouwers: 27.000 Scheidsrechter: Enrique Marín (ECU) |
| 1 augustus 1993 |      | Batistuta 29' |            | Estadio Nacional, Lima Toeschouwers: 27.000 Scheidsrechter: Enrique Marín (ECU) |

|                 |             |       |                                   |                                                                                                   |
| 8 augustus 1993 | Paraguay    | 1 – 3 | Argentinië                        | Estadio Defensores del Chaco, Asunción Toeschouwers: 46.500 Scheidsrechter: Ernesto Filippi (URU) |
| 8 augustus 1993 | Struway 45' |       | Medina Bello 15', 78' Redondo 65' | Estadio Defensores del Chaco, Asunción Toeschouwers: 46.500 Scheidsrechter: Ernesto Filippi (URU) |

|                 |      |            |          |                                                                                 |
| 8 augustus 1993 | Peru | 0 – 1      | Colombia | Estadio Nacional, Lima Toeschouwers: 25.000 Scheidsrechter: Alfredo Rodas (ECU) |
| 8 augustus 1993 |      | Rincón 45' |          | Estadio Nacional, Lima Toeschouwers: 25.000 Scheidsrechter: Alfredo Rodas (ECU) |

|                  |                                  |       |                      | |
| 15 augustus 1993 | Paraguay                         | 2 – 1 | Peru                 | Estadio Defensores del Chaco, Asunción Toeschouwers: 30.500 Scheidsrechter: Francisco d'Abreu (VEN) |
| 15 augustus 1993 | Mendoza 14' Chilavert 28' (pen.) |       | Del Solar 45' (pen.) | Estadio Defensores del Chaco, Asunción Toeschouwers: 30.500 Scheidsrechter: Francisco d'Abreu (VEN) |

|                  |                            |       |                  | |
| 15 augustus 1993 | Colombia                   | 2 – 1 | Argentinië       | Estadio Metropolitano Roberto Meléndez, Barranquilla Toeschouwers: 70.000 Scheidsrechter: José Aparecido Oliveira (BRA) |
| 15 augustus 1993 | Valenciano 2' Valencia 52' |       | Medina Bello 87' | Estadio Metropolitano Roberto Meléndez, Barranquilla Toeschouwers: 70.000 Scheidsrechter: José Aparecido Oliveira (BRA) |

|                  |                                |       |              | |
| 22 augustus 1993 | Argentinië                     | 2 – 1 | Peru         | Estadio Monumental Antonio Vespucio Liberti, Buenos Aires Toeschouwers: 70.000 Scheidsrechter: Jorge Nieves (URU) |
| 22 augustus 1993 | Batistuta 32' Medina Bello 37' |       | Palacios 66' | Estadio Monumental Antonio Vespucio Liberti, Buenos Aires Toeschouwers: 70.000 Scheidsrechter: Jorge Nieves (URU) |

|                  |              |       |            | |
| 22 augustus 1993 | Paraguay     | 1 – 1 | Colombia   | Estadio Defensores del Chaco, Asunción Toeschouwers: 30.000 Scheidsrechter: Márcio Rezende de Freitas (BRA) |
| 22 augustus 1993 | Rivarola 54' |       | Rincón 22' | Estadio Defensores del Chaco, Asunción Toeschouwers: 30.000 Scheidsrechter: Márcio Rezende de Freitas (BRA) |

|                  |            |       |          | |
| 29 augustus 1993 | Argentinië | 0 – 0 | Paraguay | Estadio Monumental Antonio Vespucio Liberti, Buenos Aires Toeschouwers: 47.000 Scheidsrechter: Jorge Orellana (ECU) |
| 29 augustus 1993 |            |       |          | Estadio Monumental Antonio Vespucio Liberti, Buenos Aires Toeschouwers: 47.000 Scheidsrechter: Jorge Orellana (ECU) |

|                  |                                                 |       |      | |
| 29 augustus 1993 | Colombia                                        | 4 – 0 | Peru | Estadio Metropolitano Roberto Meléndez, Barranquilla Toeschouwers: 70.000 Scheidsrechter: Pablo Peña (BOL) |
| 29 augustus 1993 | Valenciano 30' Rincón 45' Mendoza 66' Pérez 76' |       |      | Estadio Metropolitano Roberto Meléndez, Barranquilla Toeschouwers: 70.000 Scheidsrechter: Pablo Peña (BOL) |

|                  |                         |       |                  |                                                                                     |
| 5 september 1993 | Peru                    | 2 – 2 | Paraguay         | Estadio Nacional, Lima Toeschouwers: 40.000 Scheidsrechter: José Luis da Rosa (URU) |
| 5 september 1993 | Muchotrigo 22' Soto 77' |       | Mendoza 61', 81' | Estadio Nacional, Lima Toeschouwers: 40.000 Scheidsrechter: José Luis da Rosa (URU) |

|                  |            |                                                |          | |
| 5 september 1993 | Argentinië | 0 – 5                                          | Colombia | Estadio Monumental Antonio Vespucio Liberti, Buenos Aires Toeschouwers: 53.000 Scheidsrechter: Ernesto Filippi (URU) |
| 5 september 1993 |            | Rincón 41', 74' Asprilla 50', 75' Valencia 85' |          | Estadio Monumental Antonio Vespucio Liberti, Buenos Aires Toeschouwers: 53.000 Scheidsrechter: Ernesto Filippi (URU) |

### Groep 2
Na het slechte WK in 1990 had Brazilië weer hoop, Santos FC won tweemaal achter elkaar de Wereldbeker van Clubs en de jonge broer van Socrates Raí was de grote man op het middenveld. De bondscoach Carlos Alberto Parreira was een voorstander van "Europees voetbal" in plaats van het spectaculaire "samba-voetbal" en leefde in onmin met de meest getalenteerde speler van het moment, PSV-aanvaller Romário, hij werd niet geselecteerd voor de kwalificatie.
Brazilië begon de kwalificatie hopeloos met een 0-0 gelijkspel tegen Ecuador en een 2-0 nederlaag in Bolivia, het was de eerste nederlaag in een kwalificatiewedstrijd ooit. In de ijle lucht van het Andes-gebergte was Brazilië niet vooruit te branden. Bolivia miste een strafschop, het had nog een tweede strafschop verdiend en won in de slotfase met 2-0. Het eerste doelpunt maakte Marco Etcheverry na een blunder van Taffarel. Bolivia had een vliegende start met 10 punten uit vijf wedstrijden met een doelsaldo van 20 voor en 2 tegen. Brazilië besloot Bolivia nu te benadelen door de return in laag gelegen, regenachtig gebied te spelen, het werd 6-0 voor Brazilië en nadat Bolivia ook met 2-1 van Uruguay verloor hadden alle drie landen evenveel punten.
Bolivia had genoeg aan een 1-1 gelijkspel tegen Ecuador om zich te plaatsen, het plaatste zich voor de eerste keer sinds 1950 voor het WK. Brazilië had ook genoeg aan een gelijkspel, maar een thuiswedstrijd tegen Uruguay in het Maracanǎ stadion leverde slechte herinneringen op, in 1950 verloor een oppermachtig geacht Brazilië de finale van het WK met 1-2 van Uruguay. De doelman van destijds Barbosa wou het trainingskamp bezoeken, maar werd uit bijgeloof de toegang geweigerd. Brazilië won de laatste wedstrijd met 4-0 van Venezuela, maar het spel was matig en het hele land schreeuwde om de terugkeer van Romario. De inmiddels bij FC Barcelona spelende aanvaller speelde een sterke wedstrijd en in het laatste kwartier scoorde hij tweemaal, een kopgoal en een lange solo. Romario was weer in genade opgenomen en heel Brazilië droomde weer van een vierde wereldtitel.
| Pos | Land      | Wed | Win | Gel | Ver | DV | DT | +/− | Pnt |
| --- | --------- | --- | --- | --- | --- | -- | -- | --- | --- |
| 1.  | Brazilië  | 8   | 5   | 2   | 1   | 20 | 4  | +16 | 12  |
| 2.  | Bolivia   | 8   | 5   | 1   | 2   | 22 | 11 | +11 | 11  |
| 3.  | Uruguay   | 8   | 4   | 2   | 2   | 10 | 7  | +3  | 10  |
| 4.  | Ecuador   | 8   | 1   | 3   | 4   | 7  | 7  | 0   | 5   |
| 5.  | Venezuela | 8   | 1   | 0   | 7   | 4  | 34 | –30 | 2   |

|              |         |       |          | |
| 18 juli 1993 | Ecuador | 0 – 0 | Brazilië | Estadio Monumental Isidro Romero Carbo, Guayaquil Toeschouwers: 80.000 Scheidsrechter: Juan Carlos Loustau (ARG) |
| 18 juli 1993 |         |       |          | Estadio Monumental Isidro Romero Carbo, Guayaquil Toeschouwers: 80.000 Scheidsrechter: Juan Carlos Loustau (ARG) |

|              |              |       |                                                           | |
| 18 juli 1993 | Venezuela    | 1 – 7 | Bolivia                                                   | Polideportivo Cachamay, Puerto Ordaz Toeschouwers: 12.000 Scheidsrechter: Berny Ulloa Morera (CRC) |
| 18 juli 1993 | Palencia 14' |       | Sánchez 25', 64', 70' Ramallo 37', 61', 68' Cristaldo 39' | Polideportivo Cachamay, Puerto Ordaz Toeschouwers: 12.000 Scheidsrechter: Berny Ulloa Morera (CRC) |

|              |                         |       |          |                                                                                                  |
| 25 juli 1993 | Bolivia                 | 2 – 0 | Brazilië | Estadio Hernando Siles, La Paz Toeschouwers: 42.611 Scheidsrechter: Juan Francisco Escobar (PAR) |
| 25 juli 1993 | Etcheverry 88' Peña 89' |       |          | Estadio Hernando Siles, La Paz Toeschouwers: 42.611 Scheidsrechter: Juan Francisco Escobar (PAR) |

|              |           |             |         | |
| 25 juli 1993 | Venezuela | 0 – 1       | Uruguay | Estadio Polideportivo de Pueblo Nuevo, San Cristóbal Toeschouwers: 12.000 Scheidsrechter: José Torres Cadena (COL) |
| 25 juli 1993 |           | Herrera 59' |         | Estadio Polideportivo de Pueblo Nuevo, San Cristóbal Toeschouwers: 12.000 Scheidsrechter: José Torres Cadena (COL) |

|                 |            |       |                                                        | |
| 1 augustus 1993 | Venezuela  | 1 – 5 | Brazilië                                               | Estadio Polideportivo de Pueblo Nuevo, San Cristóbal Toeschouwers: 15.000 Scheidsrechter: Armando Pérez Hoyos (COL) |
| 1 augustus 1993 | García 84' |       | Raí 34' (pen.) Bebeto 70', 79' Branco 71' Palhinha 88' | Estadio Polideportivo de Pueblo Nuevo, San Cristóbal Toeschouwers: 15.000 Scheidsrechter: Armando Pérez Hoyos (COL) |

|                 |         |       |         |                                                                                          |
| 1 augustus 1993 | Uruguay | 0 – 0 | Ecuador | Estadio Centenario, Montevideo Toeschouwers: 45.000 Scheidsrechter: Alberto Tejada (PER) |
| 1 augustus 1993 |         |       |         | Estadio Centenario, Montevideo Toeschouwers: 45.000 Scheidsrechter: Alberto Tejada (PER) |

|                 |                                              |       |           |                                                                                                 |
| 8 augustus 1993 | Ecuador                                      | 5 – 0 | Venezuela | Estadio Olímpico Atahualpa, Quito Toeschouwers: 15.000 Scheidsrechter: Francisco Lamolina (ARG) |
| 8 augustus 1993 | Muñoz 23' E. Hurtado 40', 50', 76' Chalá 60' |       |           | Estadio Olímpico Atahualpa, Quito Toeschouwers: 15.000 Scheidsrechter: Francisco Lamolina (ARG) |

|                 |                                     |       |                 |                                                                                         |
| 8 augustus 1993 | Bolivia                             | 3 – 1 | Uruguay         | Estadio Hernando Siles, La Paz Toeschouwers: 44.576 Scheidsrechter: Iván Guerrero (CHI) |
| 8 augustus 1993 | Sánchez 71' Etcheverry 81' Peña 86' |       | Francescoli 90' | Estadio Hernando Siles, La Paz Toeschouwers: 44.576 Scheidsrechter: Iván Guerrero (CHI) |

|                  |             |       |         |                                                                                        |
| 15 augustus 1993 | Bolivia     | 1 – 0 | Ecuador | Estadio Hernando Siles, La Paz Toeschouwers: 47.500 Scheidsrechter: Hernan Silva (CHI) |
| 15 augustus 1993 | Ramallo 18' |       |         | Estadio Hernando Siles, La Paz Toeschouwers: 47.500 Scheidsrechter: Hernan Silva (CHI) |

|                  |             |       |          |                                                                                             |
| 15 augustus 1993 | Uruguay     | 1 – 1 | Brazilië | Estadio Centenario, Montevideo Toeschouwers: 55.000 Scheidsrechter: Juan Antonio Bava (ARG) |
| 15 augustus 1993 | Fonseca 79' |       | Raí 28'  | Estadio Centenario, Montevideo Toeschouwers: 55.000 Scheidsrechter: Juan Antonio Bava (ARG) |

|                  |                                                                      |       |           |                                                                                         |
| 22 augustus 1993 | Bolivia                                                              | 7 – 0 | Venezuela | Estadio Hernando Siles, La Paz Toeschouwers: 40.000 Scheidsrechter: Sabino Farina (PAR) |
| 22 augustus 1993 | Ramallo 8' Melgar 58', 90' Sánchez 69' Sandy 75' Etcheverry 78', 82' |       |           | Estadio Hernando Siles, La Paz Toeschouwers: 40.000 Scheidsrechter: Sabino Farina (PAR) |

|                  |                      |       |         |                                                                                             |
| 22 augustus 1993 | Brazilië             | 2 – 0 | Ecuador | Estádio do Morumbi, São Paulo Toeschouwers: 78.000 Scheidsrechter: José Torres Cadena (COL) |
| 22 augustus 1993 | Bebeto 34' Dunga 54' |       |         | Estádio do Morumbi, São Paulo Toeschouwers: 78.000 Scheidsrechter: José Torres Cadena (COL) |

|                  |                                      |       |           |                                                                                                  |
| 29 augustus 1993 | Uruguay                              | 4 – 0 | Venezuela | Estadio Centenario, Montevideo Toeschouwers: 20.000 Scheidsrechter: Juan Francisco Escobar (PAR) |
| 29 augustus 1993 | Kanapkis 7', 31' Cedrés 41' Sosa 64' |       |           | Estadio Centenario, Montevideo Toeschouwers: 20.000 Scheidsrechter: Juan Francisco Escobar (PAR) |

|                  |                                                                 |       |         |                                                                                      |
| 29 augustus 1993 | Brazilië                                                        | 6 – 0 | Bolivia | Estádio do Arruda, Recife Toeschouwers: 72.000 Scheidsrechter: Oscar Velásquez (PAR) |
| 29 augustus 1993 | Raí 12' Müller 18' Bebeto 22', 60' Branco 36' Ricardo Gomes 44' |       |         | Estádio do Arruda, Recife Toeschouwers: 72.000 Scheidsrechter: Oscar Velásquez (PAR) |

|                  |                                              |       |           |                                                                                        |
| 5 september 1993 | Brazilië                                     | 4 – 0 | Venezuela | Mineirão, Belo Horizonte Toeschouwers: 64.000 Scheidsrechter: Francisco Lamolina (ARG) |
| 5 september 1993 | Ricardo Gomes 2', 89' Palhinha 29' Evair 31' |       |           | Mineirão, Belo Horizonte Toeschouwers: 64.000 Scheidsrechter: Francisco Lamolina (ARG) |

|                  |         |          |         | |
| 5 september 1993 | Ecuador | 0 – 1    | Uruguay | Estadio Monumental Isidro Romero Carbo, Guayaquil Toeschouwers: 55.000 Scheidsrechter: Enrique Marin (CHI) |
| 5 september 1993 |         | Sosa 10' |         | Estadio Monumental Isidro Romero Carbo, Guayaquil Toeschouwers: 55.000 Scheidsrechter: Enrique Marin (CHI) |

|                   |                                     |       |             |                                                                                               |
| 12 september 1993 | Uruguay                             | 2 – 1 | Bolivia     | Estadio Centenario, Montevideo Toeschouwers: 58.000 Scheidsrechter: Armando Pérez Hoyos (COL) |
| 12 september 1993 | Francescoli 3' (pen.) Fonseca 45+6' |       | Ramallo 23' | Estadio Centenario, Montevideo Toeschouwers: 58.000 Scheidsrechter: Armando Pérez Hoyos (COL) |

|                   |                       |       |               |                                                                                                  |
| 12 september 1993 | Venezuela             | 2 – 1 | Ecuador       | Polideportivo Cachamay, Puerto Ordaz Toeschouwers: 3.000 Scheidsrechter: Fernando Chappell (PER) |
| 12 september 1993 | García 1' Morales 51' |       | B. Tenorio 5' | Polideportivo Cachamay, Puerto Ordaz Toeschouwers: 3.000 Scheidsrechter: Fernando Chappell (PER) |

|                   |             |       |             | |
| 19 september 1993 | Ecuador     | 1 – 1 | Bolivia     | Estadio Monumental Isidro Romero Carbo, Guayaquil Toeschouwers: 10.000 Scheidsrechter: John Toro Rendón (COL) |
| 19 september 1993 | Noriega 72' |       | Ramallo 45' | Estadio Monumental Isidro Romero Carbo, Guayaquil Toeschouwers: 10.000 Scheidsrechter: John Toro Rendón (COL) |

|                   |                  |       |         |                                                                                                |
| 19 september 1993 | Brazilië         | 2 – 0 | Uruguay | Estádio do Maracanã, Rio de Janeiro Toeschouwers: 101.533 Scheidsrechter: Alberto Tejada (PER) |
| 19 september 1993 | Romário 72', 82' |       |         | Estádio do Maracanã, Rio de Janeiro Toeschouwers: 101.533 Scheidsrechter: Alberto Tejada (PER) |

## Intercontinentale play-off
Na het debacle tegen Colombia kon bondscoach Alfio Basile niet meer om Diego Maradona heen. Na drie jaar afwezigheid probeerde hij zijn land alsnog te laten  plaatsen voor het WK en meteen weer als aanvoerder. Als voorbereiding voor de Play-Off wedstrijden tegen Australië wou Argentinië een oefenwedstrijd spelen tegen Japan, maar vanwege zijn drugsproblemen weigerden de Japanse autoriteiten Maradona een visum te verlenen. Uit solidariteit besloot de hele ploeg niet te spelen tegen Japan en de wedstrijd werd afgelast.
In de wedstrijd in Sydney was de invloed van Maradona meteen merkbaar: hij gaf een voorzet, waaruit Abel Balbo scoorde, nog voor rust maakte Aurelio Vidmar de gelijkmaker. In de tweede wedstrijd had Argentinië het nog steeds moeilijk met de taaie "Aussies", maar nadat vroeg in de tweede helft een verdwaalde voorzet van Gabriel Batistuta in eigen doel werd verwerkt, kwam Argentinië niet meer in gevaar. Voor Maradona wachtte zijn vierde WK.
|                                |            |       |            |                                                                   |
| 31 oktober 1993 17:30 (UTC+11) | Australië  | 1 – 1 | Argentinië | Sydney Football Stadium, Sydney Scheidsrechter: Sándor Puhl (HUN) |
| 31 oktober 1993 17:30 (UTC+11) | Vidmar 42' |       | 37' Balbo  | Sydney Football Stadium, Sydney Scheidsrechter: Sándor Puhl (HUN) |

|                                |                             |                    |           |                                                                |
| 17 november 1993 21:15 (UTC−3) | Argentinië Tobin 59' (e.d.) | 1 – 0 (2 – 1 agg.) | Australië | Monumental, Buenos Aires Scheidsrechter: Peter Mikkelsen (DEN) |
| 17 november 1993 21:15 (UTC−3) |                             |                    |           | Monumental, Buenos Aires Scheidsrechter: Peter Mikkelsen (DEN) |